# 金属性
金属性或还原性是指在化学反应中原子、分子或离子失去电子的能力。失电子能力越强的粒子所属的元素金属性就越强；反之越弱，而其非金属性就越强。

## 判断依据

### 通过观察元素在周期表中的位置判断
一般地，元素位置在同一周期越靠左，金属性越强；元素位置在同一族越靠下，金属性越强
如下图，比较镁（Mg）和铝（Al）元素的金属性，根据上述规律得：镁元素的金属性大于铝元素的金属性。
再如下图，比较钾（K）和铍（Be）元素的金属性，首先找到锂（Li）元素当中间元素，然后通过这个元素架起桥梁，比较真正需要比较的元素
图中元素金属性：{\displaystyle \mathrm {K>Li} }，{\displaystyle \mathrm {Li>Be} }，所以有结论：{\displaystyle \mathrm {K>Be} }